# Burgholz (Overath)

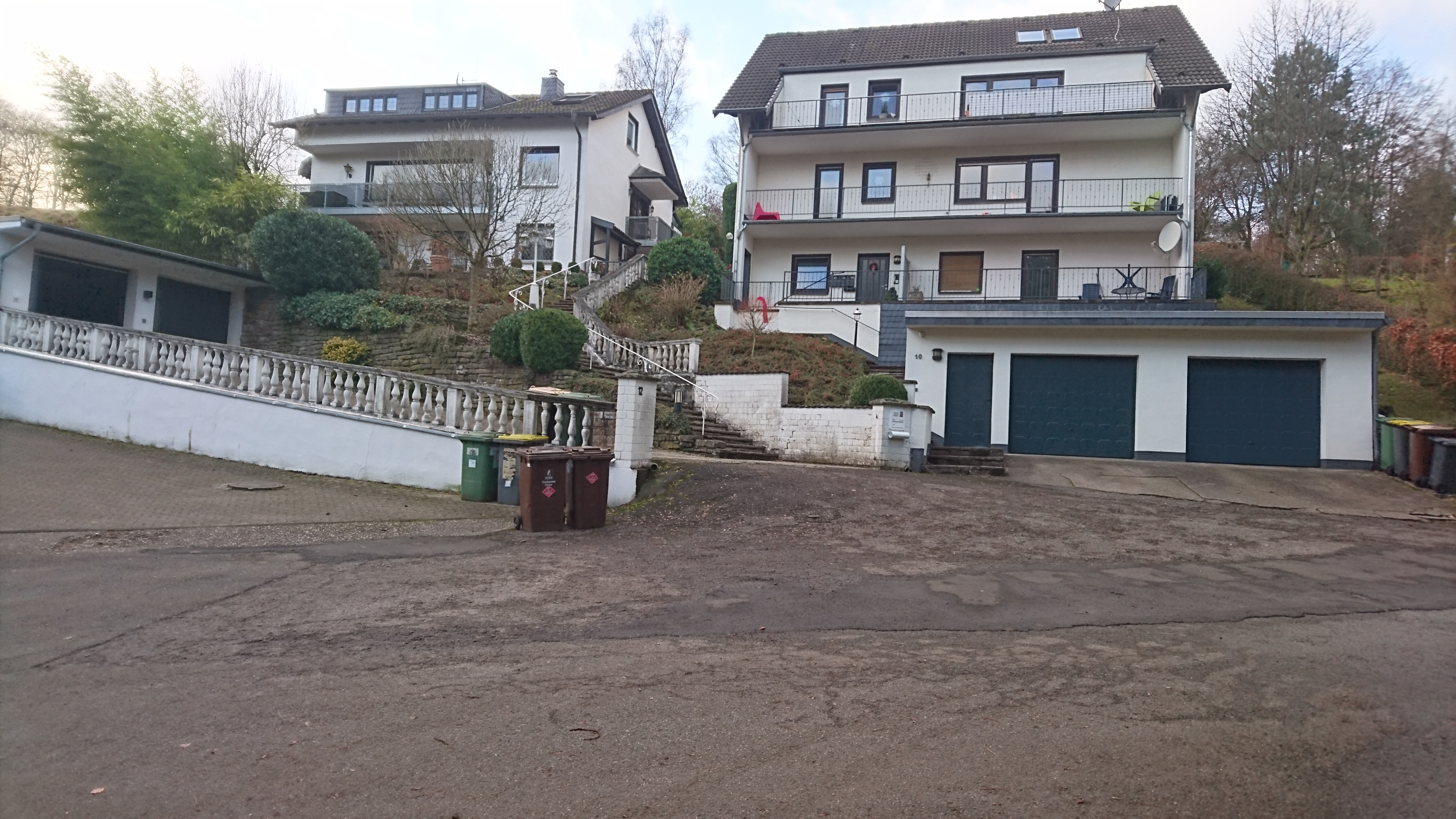
...nach Burgholz

Burgholz ist ein Ortsteil von Overath im Rheinisch-Bergischen Kreis in Nordrhein-Westfalen, Deutschland.

## Lage und Beschreibung
Von der Landesstraße 136, hier Bensberger Straße genannt, führen eine schmale Straße und ein Waldweg zu dem kleinen, oberhalb gelegenen Ortsteil Burgholz. Einige moderne Häuser bilden den Ortskern. Nahebei befinden sich verfallene Anwesen, auf denen Mauerreste, aufwendige Gitter, und Stufen von ehemals herrschaftlichem Anspruch zeugen. Von einem Wanderparkplatz in der Nähe am Katzenbach führen Wanderwege nach Burgholz und weiter in die wald- und wasserreiche Umgebung. Nahegelegene Ortschaften sind Wiedenhof, Großschwamborn und Kreutzhäuschen.

## Geschichte
Ab der Preußischen Neuaufnahme von 1892 ist der Ort auf Messtischblättern regelmäßig als Burgholz verzeichnet.
Für das Jahr 1830 werden für den als Pachtgut bezeichneten Ort 17 Einwohner angegeben. Der 1845 laut der Uebersicht des Regierungs-Bezirks Cöln als isolirtes Haus kategorisierte Ort besaß zu dieser Zeit ein Wohngebäude mit vier Einwohnern katholischen Bekenntnisses und einem Einwohner evangelischen Bekenntnisses. Die Liste Einwohner und Viehstand von 1848 nennt für Burgholz als Bewohner die fünfköpfige Familie des Phillipp Schmitt, Wegewärter, Ackerer und Wirth, Besitzer von zwei Kühen. Die Gemeinde- und Gutbezirksstatistik der Rheinprovinz führt Burgholz 1871 mit vier Wohnhäusern und 22 Einwohnern auf.
Im Gemeindelexikon für die Provinz Rheinland von 1888 werden für Burgholz vier Wohnhäuser mit 22 Einwohnern angegeben. 1895 besitzt der Ort drei Wohnhäuser mit 17 Einwohnern, 1905 werden fünf  Wohnhäuser und 19 Einwohner angegeben.
1932 kaufte Franz Schulte-Hordelhoff (1859–1932) den Wald als Erholungsstätte für  Wattenscheider Kinder. Ein Gedenkstein erinnert an den Mäzen.

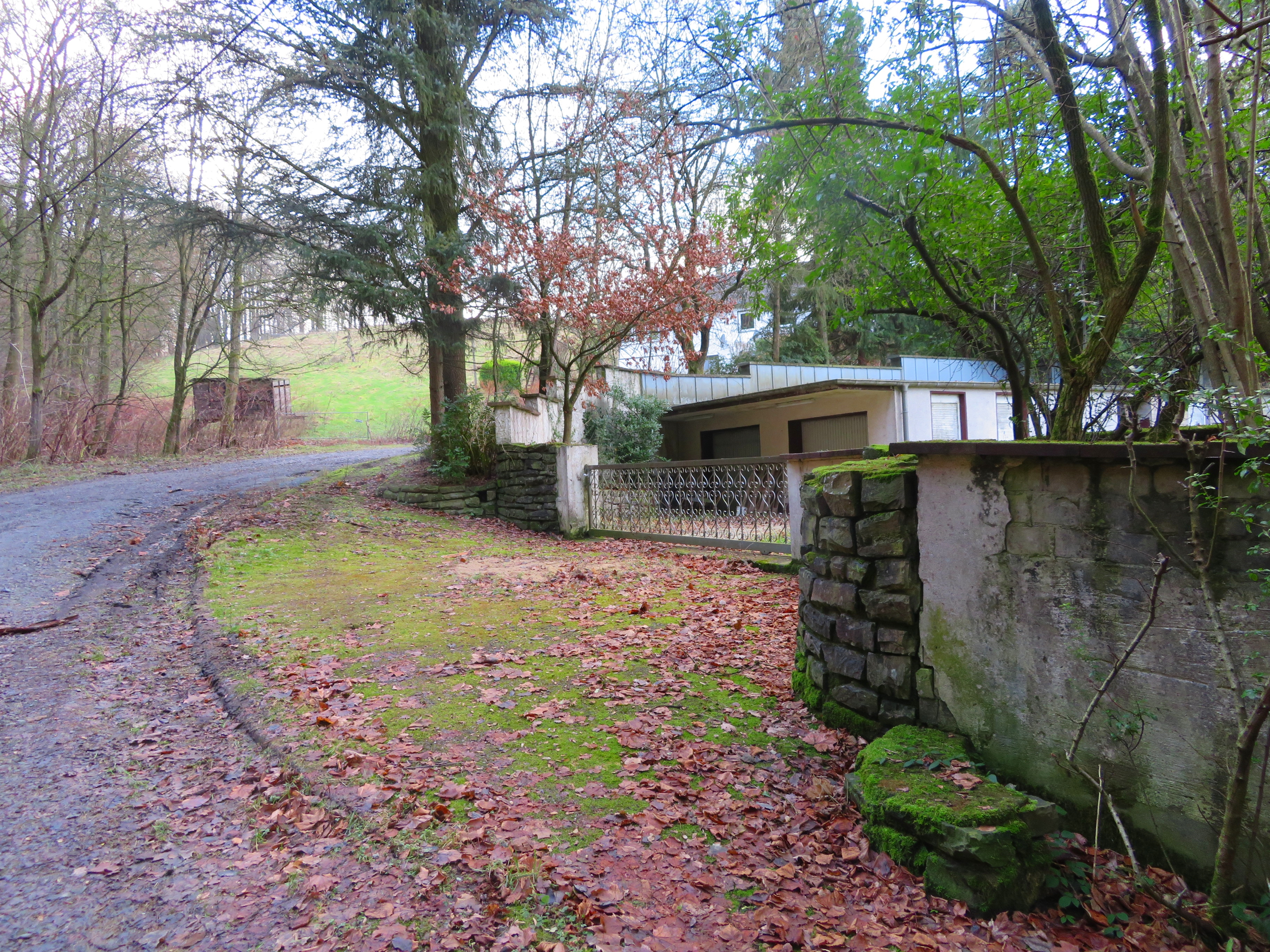
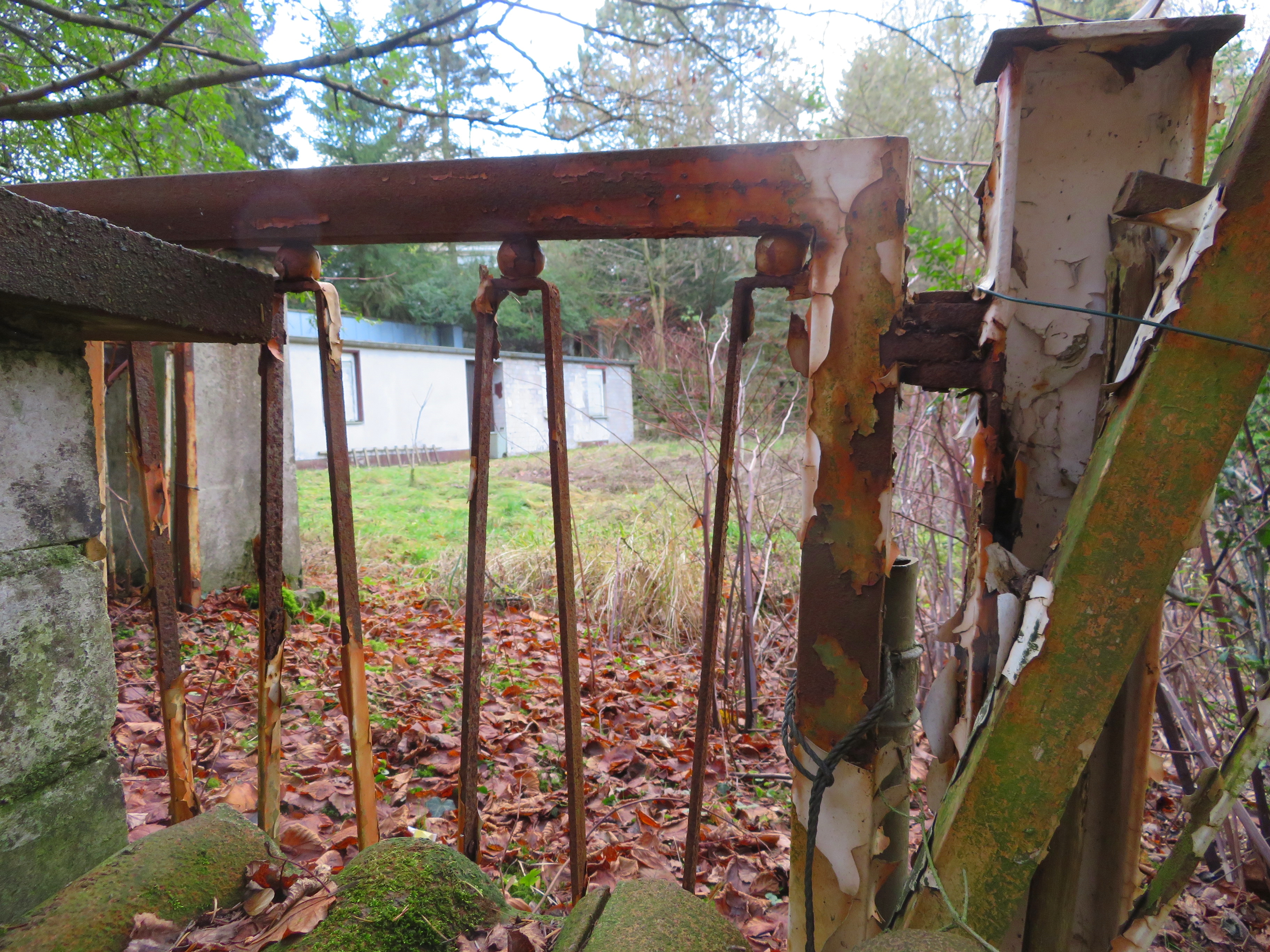
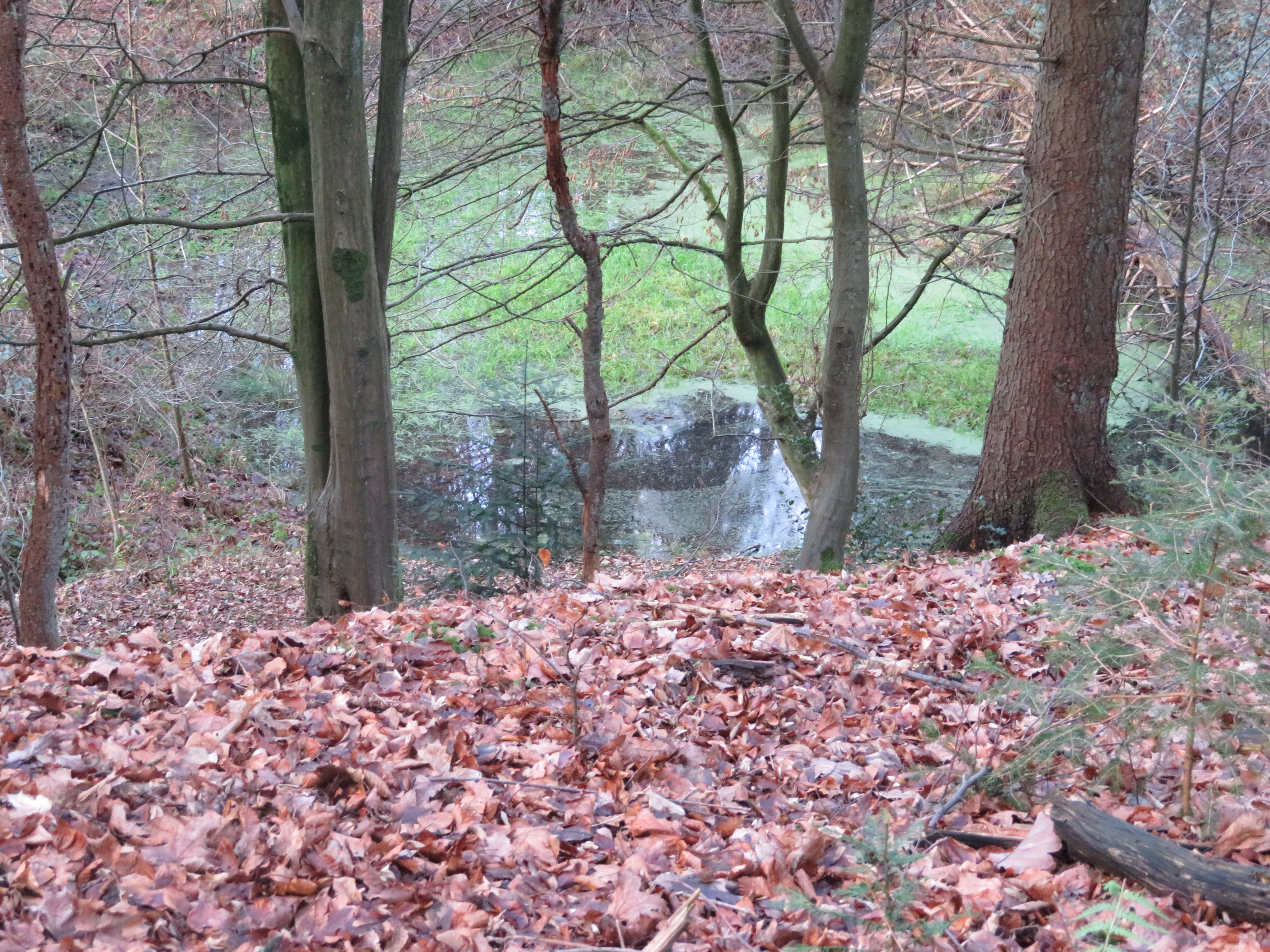